# Wealthy Babcock
Pour les articles homonymes, voir Babcock.
Wealthy Consuelo Babcock (11 novembre 1895 – 10 avril 1990) est une mathématicienne américaine.

## Jeunesse et formation
Wealthy Consuelo Babcock naît le 11 novembre 1895 dans une ferme du Comté de Washington (Kansas). Elle est la deuxième enfant d'Ella Kerr et de Cassius Lincoln Babcock, fermier et charpentier.
Diplômée en 1913 du lycée du comté, Babcock enseigne pendant deux ans dans des écoles de campagne. En 1915, elle s'inscrit à l'Université du Kansas où elle est membre de l'équipe féminine de basket-ball. Après avoir obtenu son bachelor en 1919, elle enseigne une année à la Neodesha High School puis retourne à l'Université du Kansas en 1920, où elle effectuera le reste de sa carrière.

## Carrière
Parallèlement à son travail d'enseignante à l'université, Babcock poursuit ses études, obtenant un master en 1922 et un doctorat en 1926. Sa thèse On the geometry associated with certain determinants with linear elements est dirigée par Ellis Bagley Stouffer.
Elle est promue professeur assistante en 1926 puis professeur associée en 1940. Elle sera la bibliothécaire du département de mathématiques pendant près de 30 ans et, en 1966, la bibliothèque sera renommée Wealthy Babcock Mathematics Library en remerciement.
Babcock siège dans de nombreux comités pour les bourses et les prix et a été particulièrement active dans les activités de l'Association des anciens de l'université du Kansas. Elle reçoit la médaille Fred Ellsworth, la plus haute distinction de l'université pour service rendus, en 1977. De nombreuses bourses ont été accordées en son nom comme la bourse de mathématiques Black-Babcock, la bourse Wealthy Babcock, la bourse Charles H. Ashton-Wealthy Babcock et la bourse Wealthy Babcock New Student. Un étage de Templin Hall, une résidence universitaire de l'université, est nommé la Wealthy Babcock House. Elle est membre de la Mathematical Association of America, de l'American Mathematical Society et de plusieurs fraternités comme Phi Beta Kappa ou Sigma Xi.
Babcock prend sa retraite en 1966. Elle meurt à Lawrence, en 1990.